# Verlagsgesellschaft Madsack
Die Verlagsgesellschaft Madsack GmbH & Co. KG (auch Madsack Mediengruppe) ist ein deutscher Medienkonzern mit Sitz in Hannover. Das Kerngeschäft bilden journalistische Produkte, zu denen die Publishing-Plattform des Redaktionsnetzwerks Deutschland (RND), 20 regionale Tageszeitungen sowie das überregionale Nachrichtenportal RND.de gehören.
Die Sozialdemokratische Partei Deutschlands ist über ihr Medienbeteiligungsunternehmen Deutsche Druck- und Verlagsgesellschaft mbH mit einem Anteil von 23,1 % größte Kommanditistin der Madsack Mediengruppe.
Die Madsack Mediengruppe ist mit ihrem journalistischen Kerngeschäft in sechs der 16 Bundesländer vertreten; in Niedersachsen, Schleswig-Holstein, Mecklenburg-Vorpommern, Brandenburg, Sachsen und Sachsen-Anhalt. Die durchschnittlich verkaufte Auflage der Zeitungstitel, an denen die Mediengruppe Mehrheitsbeteiligungen hält, belief sich 2021 auf rund 724.730 Exemplare.
Darüber hinaus engagiert sich die Madsack Mediengruppe in weiteren Mediengattungen (Anzeigenblätter, Online, Apps, Digital Signage, TV-Produktion, Hörfunk) und Dienstleistungsbereichen (Post, Logistik, Call-Center, IT, Werbung, Kommunikation).
Nach einer Untersuchung von 2014 der Fachzeitschrift Media Perspektiven ist die Madsack Mediengruppe das viertgrößte Verlagshaus Deutschlands.

## Geschichte

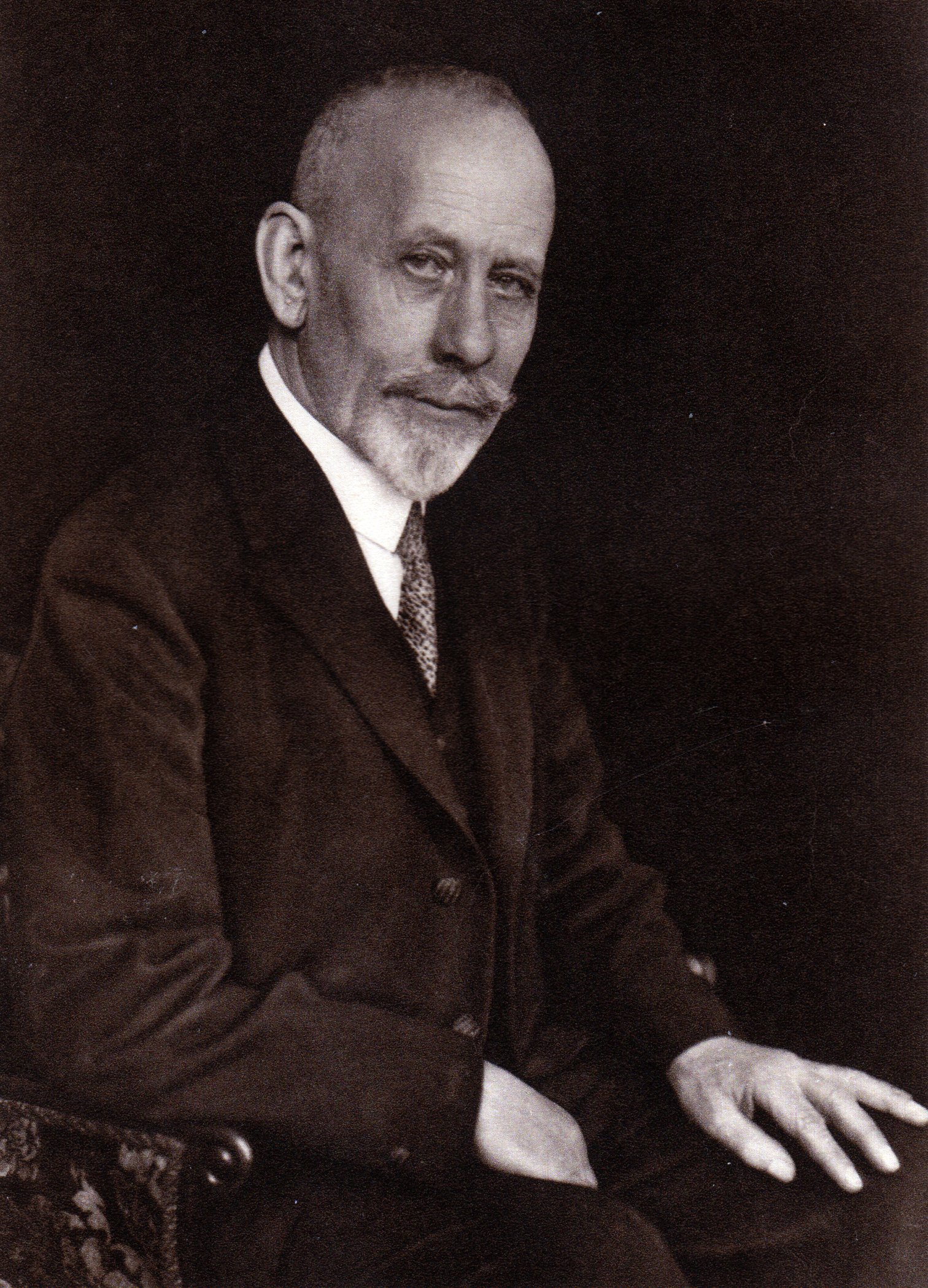
August Madsack

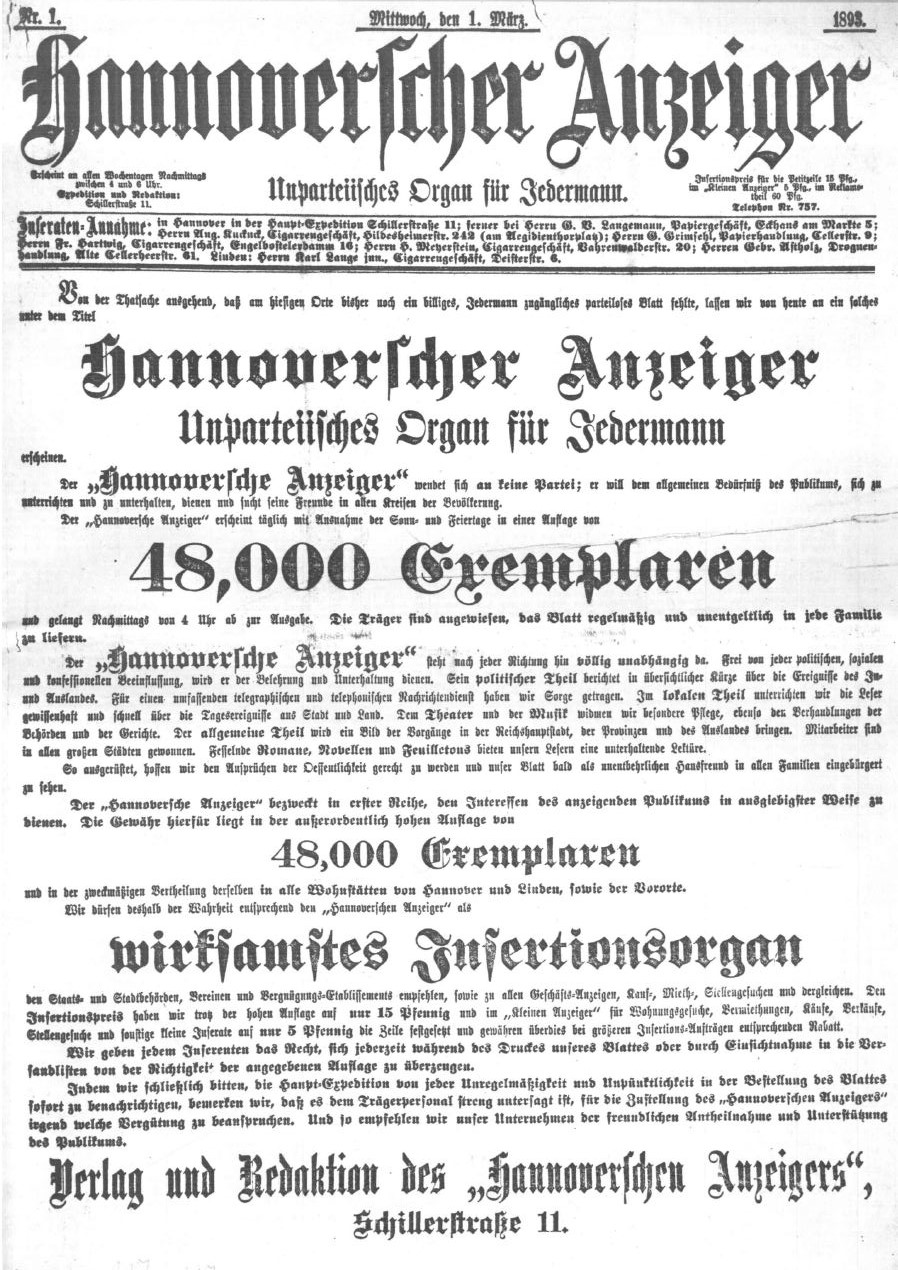
Hannoverscher Anzeiger, Erstausgabe vom 1. März 1893

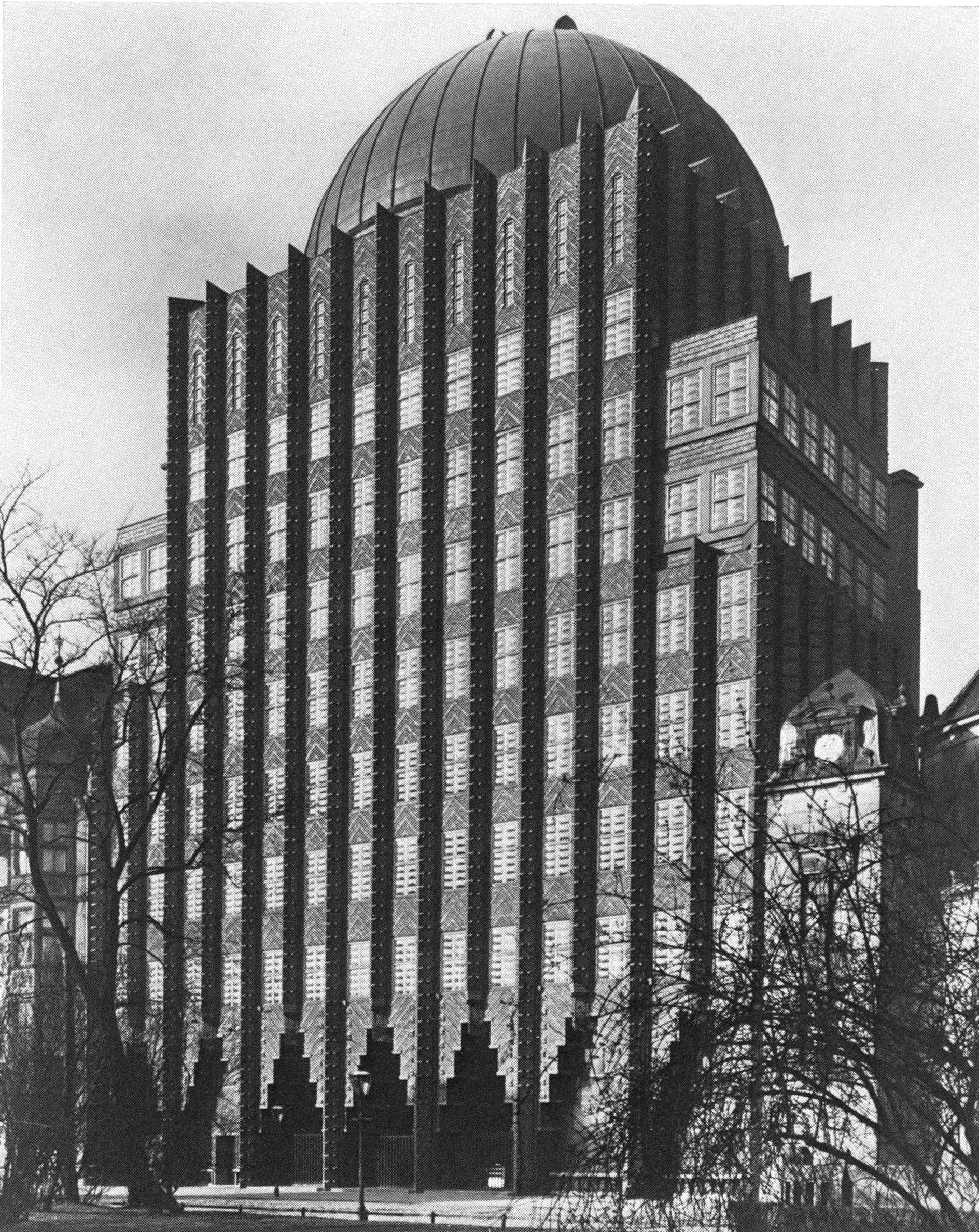
Anzeiger-Hochhaus

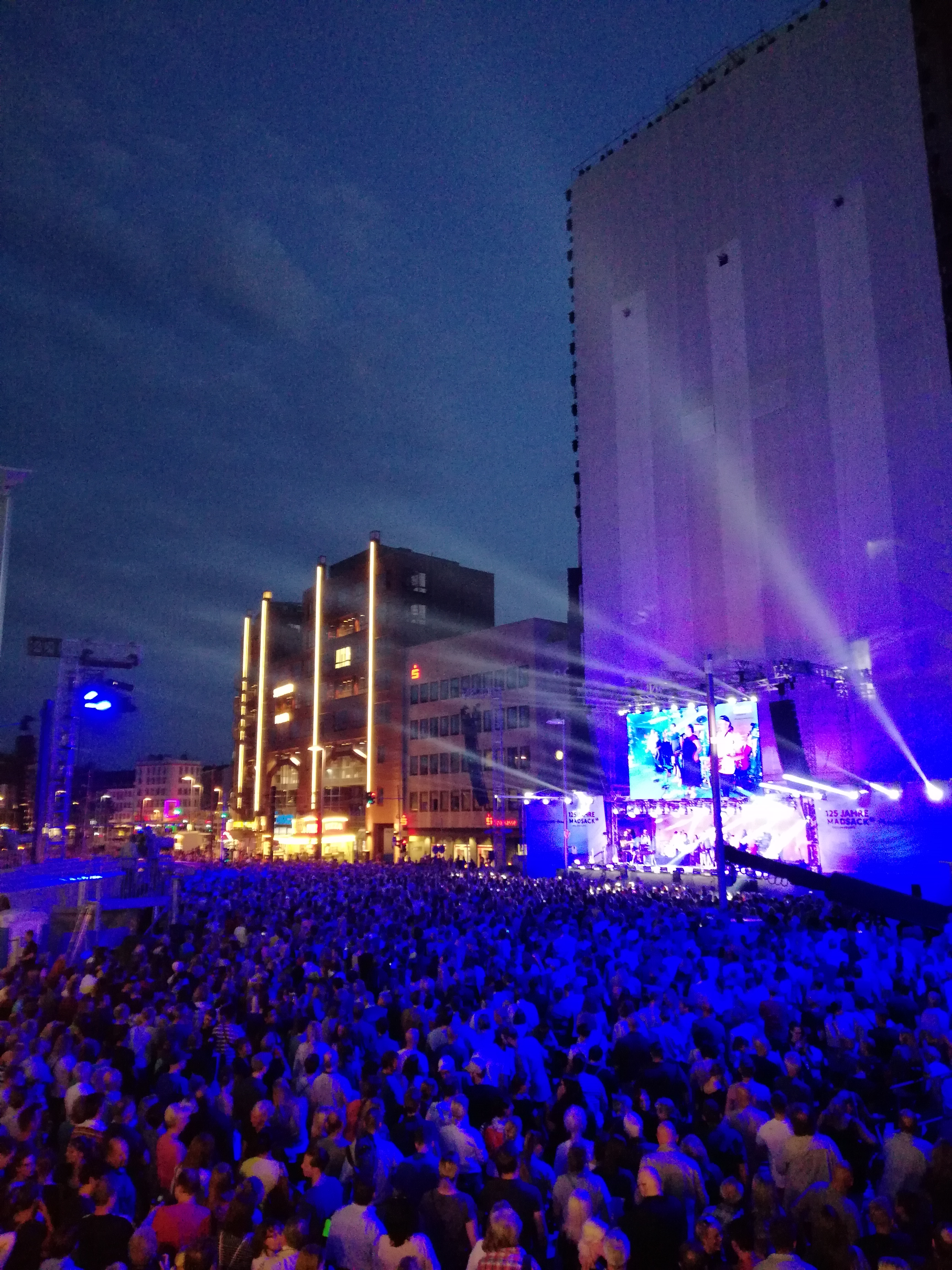
Jubiläumsfeier „125 Jahre Madsack“ vor dem verhüllten Anzeiger-Hochhaus mit ca. 50000 Gästen; Juni 2018

August Madsack gründete im Jahr 1893 die Gesellschaft Hannoverscher Anzeiger A. Madsack & Co. Der Hannoversche Anzeiger erschien erstmals am 1. März 1893 mit einer Auflage von 48.000 Exemplaren und stieg in den nächsten Jahrzehnten zur auflagenstärksten Zeitung Hannovers und Umgebung auf.
Im Jahr 1928 wurde das vom Architekten Fritz Höger entworfene Anzeiger-Hochhaus als neuer Verlagssitz mit angrenzender Druckerei eingeweiht. In dem pressehistorisch bedeutsamen Gebäude wurden 1947 das Nachrichtenmagazin Der Spiegel und 1948 die Zeitschrift Stern gegründet.
Der Verlag wurde nach dem Tod des Gründers August Madsack im Jahr 1933 von dessen Sohn Erich Madsack weitergeführt, der 1937 in die NSDAP eintrat. Am 1. März 1943 wurde der Verlag kriegsbedingt vom NS-Regime mit der „Niedersächsischen Tageszeitung“ zwangsfusioniert. Der Verlag wurde 1949 als Verlagsgesellschaft Madsack GmbH & Co. KG von Erich Madsack neu gegründet und nahm den Betrieb in denselben Gebäuden wieder auf. Nachfolger des Hannoverschen Anzeigers wurde am 25. August 1949 die Hannoversche Allgemeine Zeitung (HAZ), die bis heute auflagenstärkste Tageszeitung in Niedersachsen ist.
Im Jahr 1968 kam es im Zuge der hannoverschen Studentenproteste vor dem Anzeiger-Hochhaus zu gewalttätigen Demonstrationen, da hier die Bild-Zeitung des Springer-Verlags gedruckt und vertrieben wurde.
Seit den 1970er-Jahren expandierte das Unternehmen. Zunächst wurden niedersächsische Regionalzeitungen übernommen, darunter das Göttinger Tageblatt (1973) und die Neue Hannoversche Presse (heute: Neue Presse).
Im Jahr 1974 bezog der Verlag ein neues Druck- und Verlagshaus auf einem Grundstück außerhalb des Stadtzentrums von Hannover, das nach einer Änderung der Stadtteilgrenzen heute zum Stadtteil Bemerode gehört (zuvor gehörte es zum Stadtteil Seelhorst). Zugleich wurde auf das Offsetdruckverfahren umgestellt.
Anzeigenblätter veränderten in den 1980er-Jahren den Zeitungsmarkt. Die Madsack Mediengruppe reagierte darauf mit eigenen Angeboten. Zum heutigen Unternehmensverbund gehören über 20 Anzeigenblatt-Titel.
Mit der Privatisierung der Fernsehlandschaft stieg die Madsack Mediengruppe in das TV-Geschäft ein, gründete den fernsehtechnischen Dienstleister TVN mit Sitz in Hannover und lieferte täglich Bilder aus Norddeutschland für TV-Nachrichten. Es folgten Produktionen für Regionalsendungen, Image- und Industriefilme sowie Außenübertragungen.
Nach dem Mauerfall bemühte sich die Madsack Mediengruppe in den neuen Bundesländern Fuß zu fassen. Anfang 1991 sprach die Treuhandgesellschaft der Madsack Mediengruppe und dem Axel Springer Verlag zu gleichen Teilen die Leipziger Verlags- und Druckereigesellschaft mbH & Co. KG zu. Dazu zählten neben der Leipziger Volkszeitung auch deren Unterausgaben sowie die Dresdner Neuesten Nachrichten. Die publizistische und verlegerische Führung lag bei der Madsack Mediengruppe.
Anfang der 1990er-Jahre stellte die Madsack Mediengruppe durch eine eigene Software P.INK auf digitale Zeitungsproduktion um. 1996 begann die Gesellschaft ihr erstes Nachrichtenangebot im Internet (Madsack On Line). Mit der Zeit folgten, ergänzend zu den Printangeboten, Angebote im Online-Bereich sowie für mobile Endgeräte.
Darüber hinaus wurden neben dem Printgeschäft weitere Geschäftsfelder aufgebaut, wie z. B. im Post- und Logistikgeschäft mit der Gründung der Citipost (1998) und im Bereich Corporate Publishing mit der Gründung der Madsack Medienagentur (2006).
Mit der Übernahme von Mehrheitsbeteiligungen an der Hitzeroth Druck + Medien GmbH & Co. KG (Marburg, Herausgeber Oberhessische Presse) im Jahr 2002, der Wilhelm Bing Druckerei und Verlag GmbH (Korbach, Herausgeber Waldeckische Landeszeitung, Frankenberger Zeitung) im Jahr 2003 und der Druck- und Pressehaus Naumann GmbH & Co. KG (Gelnhausen, Gelnhäuser Neue Zeitung) im Jahr 2006 weitete die Mediengruppe ihr Wirkungsgebiet auf Hessen aus. Im Januar 2015 verkaufte die Mediengruppe ihre Beteiligungen an der Oberhessischen Presse (Hitzeroth Druck + Medien GmbH & Co. KG) sowie an der Waldeckischen Landeszeitung und Frankenberger Zeitung (Wilhelm Bing Druckerei und Verlag GmbH).
Im Jahr 2009 erwarb die Madsack Mediengruppe das größte Beteiligungspaket seit Gründung des Unternehmens. Mit der Übernahme von Regionalzeitungsbeteiligungen der Axel Springer AG ist das Unternehmen nun Mehrheitseigner der Leipziger Volkszeitung, der Lübecker Nachrichten und der Ostsee-Zeitung. Seit 2021 hält die Madsack Mediengruppe 50 Prozent und eine Stimme an der KN-Gruppe, die aus den Kieler Nachrichten und der Segeberger Zeitung besteht. 2022 erhöhte die Madsack Mediengruppe ihre Beteiligung an dem Nienburger Unternehmen J. Hoffmann GmbH & Co. KG (Tageszeitung DIE HARKE) auf 51 Prozent.
Im März 2010 eröffnete die Madsack Mediengruppe in unmittelbarer Nähe zu Parlament und Kanzleramt am Schiffbauerdamm ihr Berliner Büro. Das Hauptstadtbüro des RedaktionsNetzwerks Deutschland befindet sich mittlerweile im Gebäude der Bundespressekonferenz.
Mit der Eröffnung der ersten Madsack Media Store-Filiale in Hannover hat die Mediengruppe im Oktober 2011 ein neues Einzelhandelskonzept gestartet, mit dem die Leser von Tageszeitungen an die digitalen Produkte der Verlagshäuser herangeführt werden sollen. In den Filialen werden Produktpakete für die mobile Mediennutzung verkauft, bestehend aus redaktionellen Apps, Tablet-PCs und Datenflatrate. Das Media-Store-Konzept wurde nach dem Franchise-Prinzip von Verlagen adaptiert, die nicht zur Madsack Mediengruppe gehören (Aachener Zeitungsverlag, Nordwest-Zeitung Verlagsgesellschaft).
Mit der Märkische Verlags- und Druck-Gesellschaft mbH Potsdam GmbH (Herausgeber der Märkischen Allgemeinen Zeitung) von der F. A. Z.-Gruppe übernahm die Madsack Mediengruppe zum 30. Dezember 2011 einen weiteren Regionalverlag aus den neuen Bundesländern.
Im März 2012 verkündete die Madsack Mediengruppe, dass exklusive Inhalte auf den zum Konzern gehörenden Online-Portalen zukünftig nur noch kostenpflichtig angeboten werden (Freemium-Modell). Die Madsack Mediengruppe zählte damit zu den ersten Verlagen, die im Internet auf Paid Content setzen.
Im September 2017 übernahm die Madsack Mediengruppe die Mehrheit an der CleverShuttle Leipzig GmbH. Darüber hinaus schloss das Unternehmen mit CleverShuttle einen Franchisevertrag für bis zu fünf weitere Städte.

## Konzern-UmbauMadsack 2018

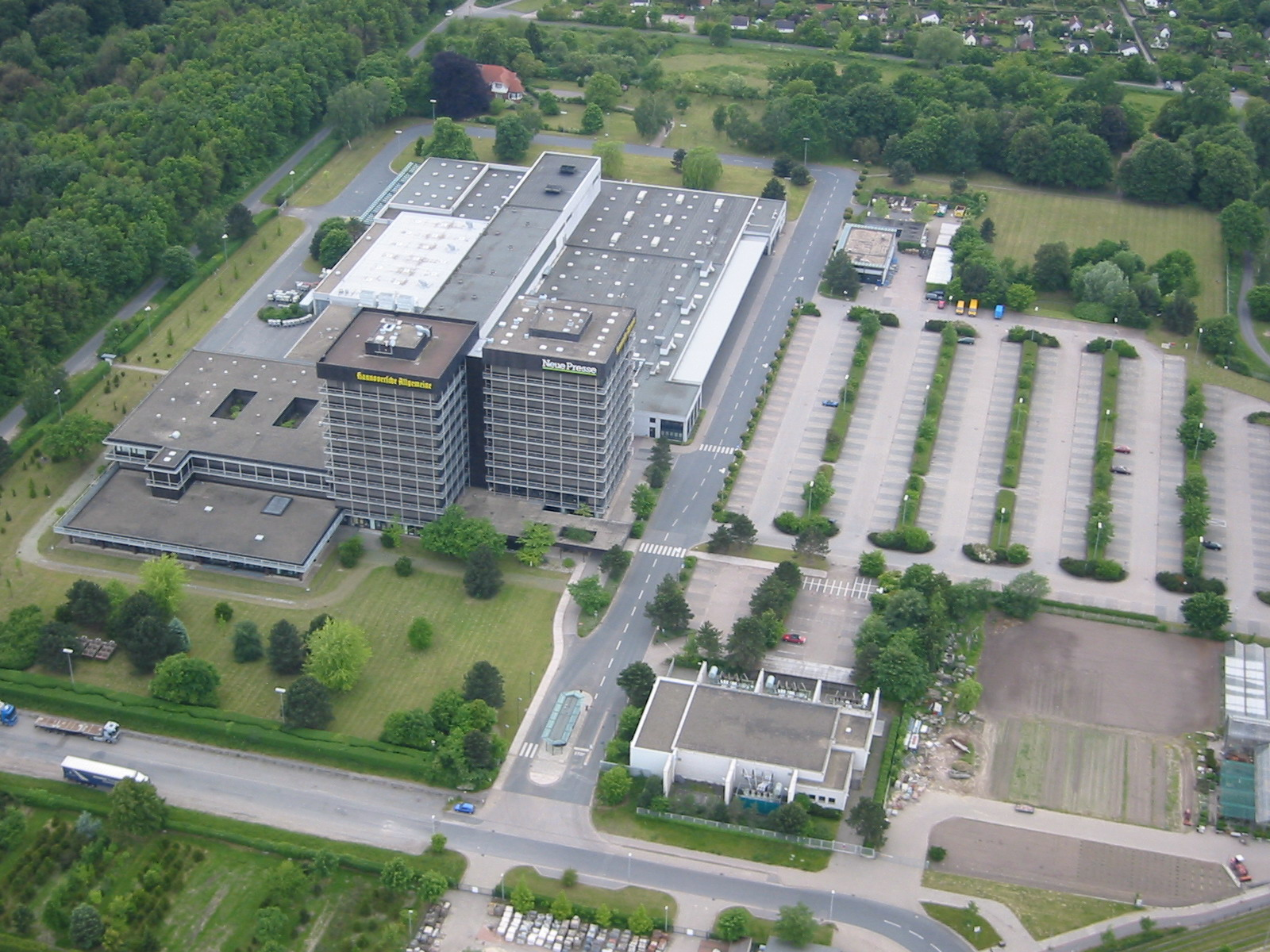
Verlagshaus in Hannover-Bemerode

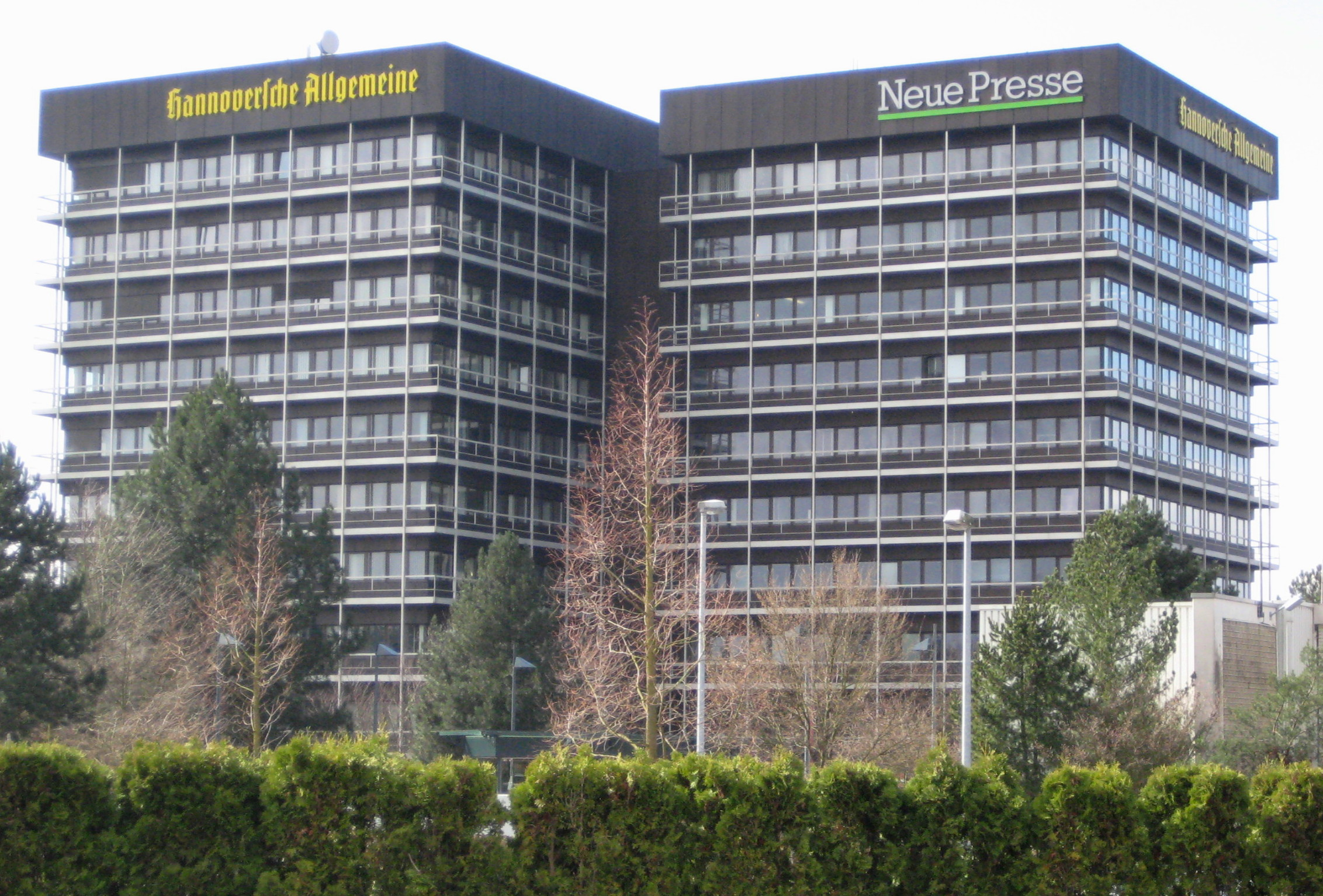
Madsack-Verlagsgebäude, Straßenansicht

Mit der Agenda Madsack 2018 kündigte die Konzernspitze am 2. Oktober 2013 bei einer Führungskräftetagung der Mediengruppe in Hannover einen Umbau des Konzerns an. Eine neue Zentralredaktion, die unter RND RedaktionsNetzwerk Deutschland GmbH firmieren werde, solle laut Geschäftsführer Thomas Düffert „überregionale Inhalte in einer besseren Qualität bieten, als eine einzelne Regionalzeitung sie allein liefern könnte“. Aufbau und Leitung der Zentralredaktion übernehme Matthias Koch, ehemaliger Chefredakteur der Hannoverschen Allgemeinen Zeitung.
Die Tageszeitung bezeichnete die Pläne als altbekanntes Sparmodell, Michael Konken vom Deutschen Journalisten-Verband sprach von einem „Schlag gegen die Medienvielfalt“. Der Betriebsrat befürchtete Arbeitsplatzverluste, die Schließung von Standorten, weitere tariffreie Zonen, die Abqualifizierung von Tätigkeiten und gravierende Nachteile für die Beschäftigen.
Im Juli 2014 kündigte der Konzern an, das Kunden-Service-Center in Hannover zum Jahresende zu schließen. Die 87 Beschäftigten des Kunden-Service-Centers hatten zuvor 117 Tage für einen Tarifvertrag gestreikt, laut der Gewerkschaft Ver.di einer der längsten Streiks in einem Medienunternehmen. Ver.di-Vize Frank Werneke nannte dies „die zynische Machtdemonstration eines Konzerns, der seine Gewinnmargen durch Tarifflucht und Niedriglöhne sichern will“. Die Madsack Mediengruppe begründete die Schließung mit dem Konzernumbau-Programm Madsack 2018. Das Kunden-Service-Center lasse sich „aufgrund struktureller Gegebenheiten“ nicht wirtschaftlich betreiben.
Im April 2014 wurde die Madsack Market Solutions GmbH gegründet. Diese führt übergreifend Marktbearbeitung durch, unter anderem in den Bereichen Werbung, Analyse, Preisgestaltung und Kundendienst. Die Madsack Market Solutions setzt sich aus den Bereichen Business-to-Customer, Business-to-Business sowie Key Account Management zusammen.

## Gesellschaftsstruktur
Dachgesellschaft der Madsack Mediengruppe ist die Verlagsgesellschaft Madsack GmbH & Co. KG. Komplementärin  ist die Dr. Erich Madsack GmbH, größte Kommanditistin ist das Medienbeteiligungsunternehmen der Sozialdemokratischen Partei Deutschlands (SPD), die Deutsche Druck- und Verlagsgesellschaft.
| Gesellschafter                              | Anteil  |
| ------------------------------------------- | ------- |
| Dr. Erich Madsack GmbH (Komplementärin)     | 0,21 %  |
| Sylvia Madsack                              | 21,85 % |
| Familiengesellschaft Koller                 | 11,61 % |
| Deutsche Druck- und Verlagsgesellschaft mbH | 23,08 % |
| Gebrüder Gerstenberg GmbH & Co. KG          | 7,25 %  |
| 27 weitere Kommanditisten                   | 36,00 % |

## Produkte und Dienstleistungen

### Tageszeitungen
Die Madsack Mediengruppe vertreibt innerhalb des Unternehmensverbundes 20 regionale Tageszeitungen. Deren Verbreitungsgebiet erstreckt sich über acht Bundesländer. Die Gesamtauflage an verkauften Exemplaren liegt bei 724.730 Stück (IVW 2021, Jahresdurchschnittswert). Täglich werden rund 2,7 Millionen Leser mit den Zeitungen der Madsack Mediengruppe erreicht (Media-Analyse 2012). Zu den auflagenstärksten Titeln gehören die Leipziger Volkszeitung, die Ostsee-Zeitung und die Hannoversche Allgemeine Zeitung. Zudem hält die Mediengruppe einen direkten Anteil von 24,8 Prozent an der Celleschen Zeitung.
| Titel                                          | Auflage (IVW 1/2025, Mo–Sa)                          | Verlag                                                                | Beteiligungshöhe (wirtschaftlich durchgerechnet) |
| ---------------------------------------------- | ---------------------------------------------------- | --------------------------------------------------------------------- | ------------------------------------------------ |
| Die Harke                                      | 15.511                                               | J. Hoffmann GmbH & Co. KG                                             | 51,0                                             |
| Göttinger Tageblatt / Eichsfelder Tageblatt    | 21.384                                               | Göttinger Tageblatt GmbH & Co. KG, Göttingen                          | 99,0                                             |
| Hannoversche Allgemeine Zeitung                | 96.552 (101.984 mit Neue Presse)                     | Verlagsgesellschaft Madsack GmbH & Co. KG, Hannover                   | 100,0                                            |
| Kieler Nachrichten                             | 55.945                                               | Kieler Zeitung Verlags- und Druckerei KG GmbH, Kiel                   | 50,0 + 1 Aktie                                   |
| Leipziger Volkszeitung                         | 102.608                                              | Leipziger Verlags- und Druckereigesellschaft mbH & Co. KG, Leipzig    | 85,0                                             |
| Lübecker Nachrichten                           |                                                      | Lübecker Nachrichten GmbH, Lübeck                                     | 95,74                                            |
| Märkische Allgemeine Zeitung                   | 54.987                                               | Märkische Verlags- und Druck-Gesellschaft mbH Potsdam, Potsdam        | 71,61                                            |
| Morgenpost (Sachsen)                           | 30.748                                               | Morgenpost Sachsen GmbH                                               | 100,0                                            |
| Naumburger Tageblatt                           | 7.996                                                | Zeitungsverlag Naumburg Nebra GmbH & Co. KG, Naumburg                 | 63,84                                            |
| Neue Presse                                    | 33.478 (101.984 mit Hannoversche Allgemeine Zeitung) | Neue Presse Redaktion GmbH & Co. KG, Hannover                         | 100,0                                            |
| Ostsee-Zeitung                                 |                                                      | Ostsee-Zeitung GmbH & Co. KG, Rostock                                 | 95,74                                            |
| Peiner Allgemeine Zeitung                      | 10.509                                               | Madsack Medien Ostniedersachsen GmbH & Co. KG, Peine                  | 100,0                                            |
| Sächsische Zeitung                             | 153.500                                              | DDV Mediengruppe GmbH & Co.KG                                         | 100,0                                            |
| Schaumburger Nachrichten                       | 10.024                                               | Schaumburger Nachrichten Verlagsgesellschaft mbH & Co. KG, Stadthagen | 80,0                                             |
| Täglicher Anzeiger Holzminden                  | 7.890                                                | Druck- und Verlagshaus Hüpke & Sohn Weserland-Verlag GmbH             | 67,0                                             |
| Wolfsburger Allgemeine Zeitung / Aller-Zeitung | 20.146                                               | Madsack Medien Ostniedersachsen GmbH & Co. KG, Wolfsburg/Gifhorn      | 100,0                                            |

### Anzeigenblätter
Mit mehr als 20 Titeln und einer Gesamtauflage von rund 5,2 Millionen verteilten Exemplaren pro Woche ist die Herausgabe von Anzeigenblättern ein weiteres Geschäftsfeld der Madsack Mediengruppe. Die Verbreitungsgebiete befinden sich in Nord-, Ost- und Mitteldeutschland und umfassen eine Reihe von Ballungsgebieten wie Hamburg, Hannover, Leipzig, Potsdam, Lübeck oder Rostock.
| Titel                       | Verlag                                                        | Erscheinungstag | Verteilte Auflage (Q1-2022) | Wirtschaftlich durchgerechnete Beteiligungshöhe |
| --------------------------- | ------------------------------------------------------------- | --------------- | --------------------------- | ----------------------------------------------- |
| Burgbergblick               | MADSACK Medien Hannover GmbH & Co. KG, Hannover               | Sa              | 38.772                      | 100,0                                           |
| Burgdorfer Nachrichten      | Marktspiegel Verlag GmbH, Burgdorf                            | Sa              | 24.055                      | 60,0                                            |
| Burgwedeler Nachrichten     | Marktspiegel Verlag GmbH, Burgdorf                            | Sa              | 20.840                      | 60,0                                            |
| Echo am Samstag             | EXTRA Verlagsgesellschaft mbH, Langenhagen                    | Sa              | 49.000                      | 57,9                                            |
| Elbe Wochenblatt            | elbe WOCHENBLATT Verlagsgesellschaft m.b.H. & Co. KG, Hamburg | Sa              | 296.051                     | 34,3                                            |
| Extra Tip                   | EXTRA TIP Werbungs- und Vertriebsgesellschaft mbH, Göttingen  | Sa              | 66.006                      | 99,3                                            |
| Hallo Eichsfeld             | Göttinger Tageblatt GmbH & Co. KG, Leinefelde                 | Sa              | 16.814                      | 99,0                                            |
| Hallo Gifhorn               | Madsack Medien Ostniedersachsen GmbH & Co. KG, Peine          | So              | 48.093                      | 100,0                                           |
| Hallo Peine                 | Madsack Medien Ostniedersachsen GmbH & Co. KG, Gifhorn        | Sa              | 60.780                      | 100,0                                           |
| Hallo Salzgitter            | Madsack Medien Ostniedersachsen GmbH & Co. KG, Gifhorn        | Sa              | 61.237                      | 100,0                                           |
| Hallo Wochenende Garbsen    | MADSACK Medien Hannover GmbH & Co. KG, Hannover               | Sa              | 48.287                      | 100,0                                           |
| Hallo Wochenende Hannover   | MADSACK Medien Hannover GmbH & Co. KG, Hannover               | Sa              | 184.192                     | 100,0                                           |
| Hallo Wochenende Laatzen    | MADSACK Medien Hannover GmbH & Co. KG, Hannover               | Sa              | 34.132                      | 100,0                                           |
| Hallo Wolfsburg             | Madsack Medien Ostniedersachsen GmbH & Co. KG, Gifhorn        | So              | 80.767                      | 100,0                                           |
| Kieler EXPRESS              | Kieler Zeitung Verlags- und Druckerei KG, Kiel                | Sa              | 211.145                     | 45,65                                           |
| Lehrter Nachrichten         | Marktspiegel Verlag GmbH, Burgdorf                            | Sa              | 30.915                      | 60,0                                            |
| Mittelhessen-Bote           | Druck- und Pressehaus Naumann GmbH & Co. KG, Gelnhausen       | Sa              | 305.920                     | 51,0                                            |
| Osterland Sonntag           | Leipzig Media GmbH, Leipzig                                   | So              | 54.997                      | 85,0                                            |
| Ostsee Anzeiger             | MV Media GmbH & Co. KG, Rostock                               | Sa              | 305.219                     | 95,74                                           |
| Sachsen Sonntag             | Leipzig Media GmbH, Leipzig                                   | So              | 462.188                     | 85,0                                            |
| Wochenblätter Torgau        | Torgauer Verlagsgesellschaft mbH & Co. KG, Torgau             | So              | 110.043                     | 85,0                                            |
| Wochenspiegel am Sonnabend  | Lübecker Nachrichten Media GmbH                               | Sa              | 153.637                     | 95,74                                           |
| Wochenspiegel Potsdam       | Brandenburg Media GmbH & Co. KG, Potsdam                      | Sa              | 61.021                      | 71,61                                           |
| Wolfenbütteler Schaufenster | Verlag SCHAUFENSTER GmbH & Co. KG, Wolfenbüttel               | So              | 56.967                      | 74,9                                            |

### Digitalgeschäft
Zum Digitalgeschäft der Madsack Mediengruppe zählen der Vertrieb von redaktionellen Angeboten (E-Paper, Mobile Apps; in der Regel unter Markenführung der regionalen Tageszeitungen), Vermarktungsdienstleistungen (z. B. Programmierung von Websites und Apps, Leistungen im Bereich Suchmaschinenoptimierung sowie -marketing und Digital Signage) sowie Kooperationen mit Online-Stellenbörsen wie Kimeta, an denen die Mediengruppe auch minderheitsbeteiligt ist.
Um den Vertrieb der redaktionellen Angebote voranzutreiben, hat die Mediengruppe unter dem Namen „Madsack Media Store“ ein Einzelhandelskonzept entwickelt. In den Media Stores, die jeweils unter der Marke der jeweiligen regionalen Tageszeitung geführt werden (HAZ Media Store, LVZ Media Store etc.), werden Produktpakete für die mobile Mediennutzung verkauft, bestehend aus redaktionellen Apps, Tablet-PCs, Datenflatrate und Schulungen. Das Media-Store-Konzept wurde nach dem Franchise-Prinzip auch von Verlagen adaptiert, die nicht zur Madsack Mediengruppe gehören (Aachener Zeitungsverlag, Nordwest-Zeitung Verlagsgesellschaft).
Außerdem wird der Radio-Aggregator radio.net betrieben. Die Plattform umfasst einen Online-Dienst sowie Mobile Apps für iOS und Android und bietet Zugriff auf Radiosender, Internetradios und Podcasts. Die Plattform wurde 2007 als Radio.de gegründet und bietet Zugriff auf über 40.000 Radiostationen weltweit. Radio.net ist die im Jahr 2015 entstandene Dachmarke, die gleichzeitig der Name des englischsprachigen Angebots ist. Es gibt insgesamt 15 verschiedene Sprachangebote, wodurch der Aggregator auf nationaler Ebene, z. B. unter Radio.de, Radio.fr oder Radio.it, aufrufbar ist. Das Angebot Radio.de, das 2007 gegründet wurde, ist mit rund 21 Millionen Visits im Monat der führende Radio-Aggregator in Deutschland. Das Unternehmen stellt zudem die Datenbank für die App „Audi Connect“ bereit, mit der Webradios auch in einigen Audi-Modellen nutzbar sind. Im März 2020 startete radio.net zudem den Service GetPodcast, welcher Zugang zu mehr als 2,2 Mio. Podcasts aus Deutschland und der ganzen Welt bietet. GetPodcast ist sowohl in der radio.net App integriert als auch als eigenständige App und Website verfügbar.
Die Madsack Mediengruppe gründete 2015 das Basislager Coworking als „Coworking Space“ in der Leipziger Innenstadt. Es stellt Gründern, Startups und Freiberuflern Arbeitsplätze und Infrastruktur zur Verfügung und bietet u. a. Workshops an. 2019 wurde zudem das Basislager Coworking in Rostock gegründet.

### Film und Fernsehen
Der Film- und Fernsehdienstleister TVN ist über die Dachgesellschaft TVN GROUP HOLDING GmbH & Co. KG eine hundertprozentige Tochtergesellschaft der Madsack Mediengruppe. 1984 gegründet, decken die fünf Unternehmen der Gruppe heute mit rund 400 festangestellten Mitarbeitenden Medienproduktionen mit dem Schwerpunkt Bewegtbild ab. Das Portfolio reicht von der Ausstattung und dem Betrieb von TV-Studios über Kamerasysteme und Postproduktion bis zu mobiler Produktionstechnik mit Übertragungswagen, Satellitenfahrzeugen und Kamera-Drohnen für unbemannte Luftaufnahmen. Zu den redaktionellen Dienstleistungen gehört neben News, Reportagen, Dokumentationen und Formatentwicklung auch die mediale Umsetzung von Kampagnen für die Unternehmenskommunikation. Standorte der Gruppe sind Berlin, Bremen, Flörsheim, Frankfurt a. M., Hamburg, Hannover, Kiel, Köln, Leipzig und München.

### Post und Logistik

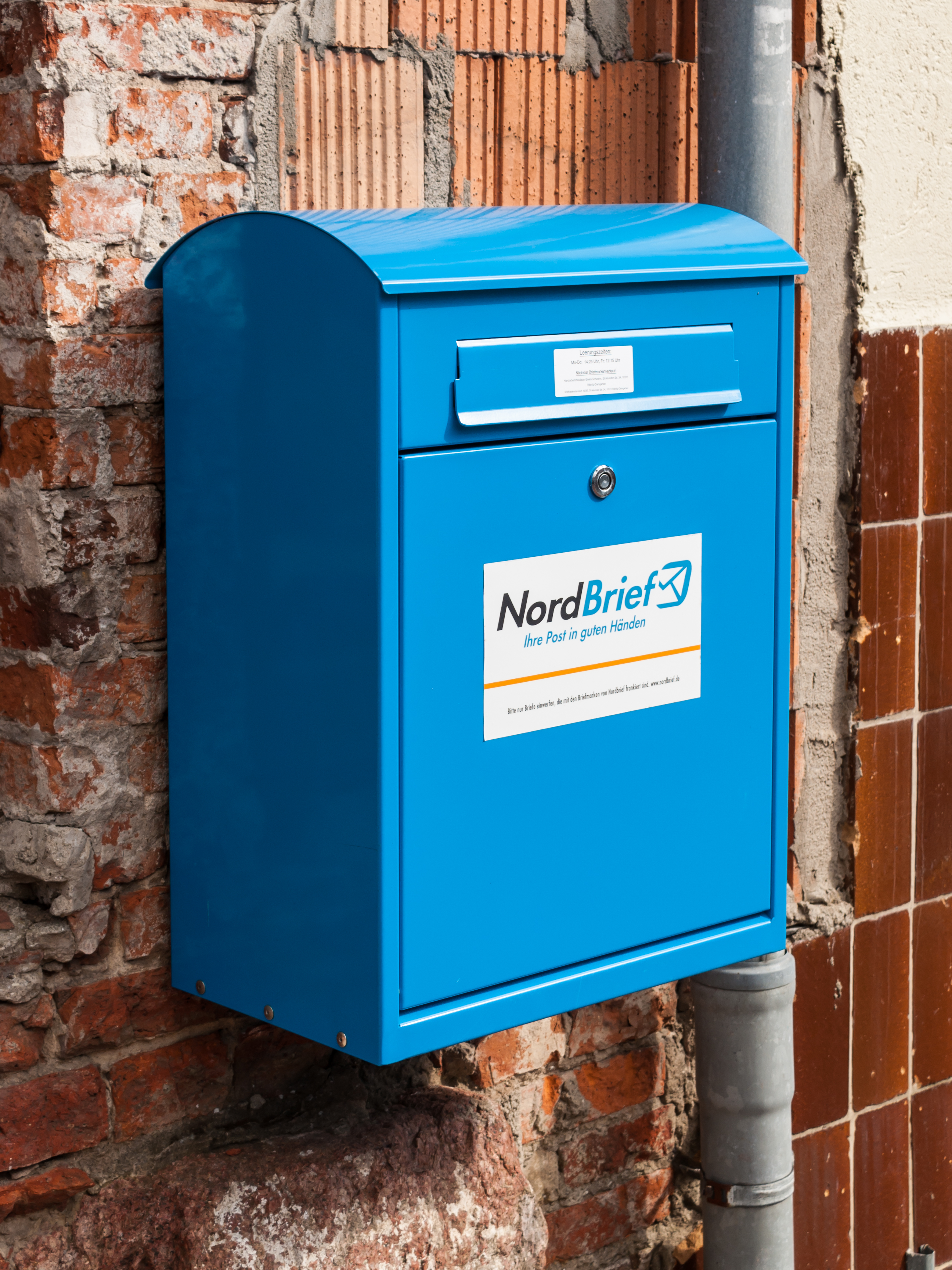
Briefkasten der NordBrief

Mit der Liberalisierung des deutschen Postgeschäftes hat die Madsack Mediengruppe ihr Portfolio um Brief- und Logistikdienstleistungen erweitert. Neben Niederlassungen der CITIPOST (Hannover, Göttingen und Hildesheim) gehören auch die LVZ Post (Leipzig und Torgau), der Nordbrief-Verbund (u. a. Lübeck, Rostock) sowie die Brandenburger Briefdienste Debex Potsdam, City Brief Bote Schwedt, Turbo P.o.s.t. Neuruppin, Blitzkurier Rathenow und PIN Mail Woltersdorf dem Unternehmensverbund an. Darüber hinaus bieten die zur Madsack Mediengruppe gehörenden Verlage weitere logistische Dienstleistungen an, wie die Direktverteilung von Prospekten oder die Zustellung von Fremdtiteln.

### Kommunikation und Werbung
Neben der Vermarktung ihrer redaktionellen Angebote (Print und Digital) bietet die Madsack Mediengruppe Werbe- und Kommunikationsdienstleistungen an. An einigen Standorten wurden zu diesem Zweck eigene Corporate Publishing-, Event- sowie Full-Service-Agenturen gegründet (Hannover: Madsack Medienagentur GmbH & Co. KG, TVN CORPORATE MEDIA GmbH & Co. KG, Leipzig: Leipzig Media GmbH).

### Weitere Dienstleistungen
Dazu gehören Call-Center-Dienstleistungen (u. a. Havelcom Telemarketing Services GmbH, Potsdam), Weiterbildungsangebote (Madsack Medien Campus GmbH & Co. KG), Kartenverkauf (unter anderem durch die Übernahme der Laporte Kartenshop GmbH in Hannover), Jobvermittlung (Madsack Recruiting Solutions, kimeta) sowie IT-Dienstleistungen (GUTENBERG RECHENZENTRUM GmbH & Co. KG, Hannover).

## Madsack Stiftung
2023 gründete Sylvia Madsack die Madsack Stiftung zur Förderung des unabhängigen Journalismus.